# Fillols
Fillols (in catalano Fillols) è un comune francese di 164 abitanti situato nel dipartimento dei Pirenei Orientali nella regione dell'Occitania.

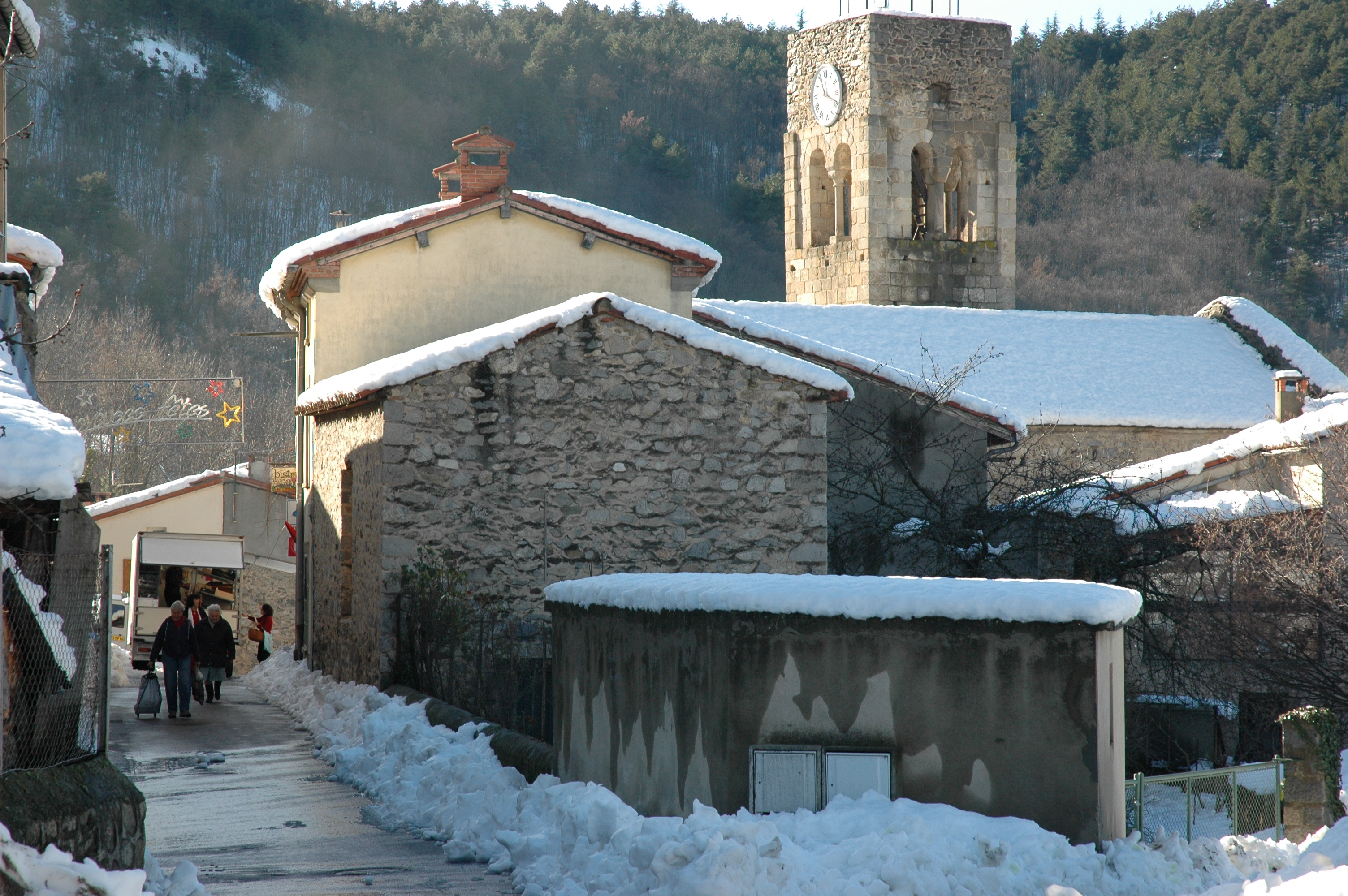
Fillols

## Società

### Evoluzione demografica
Abitanti censiti